# Astragalus neo-mobayenii
Astragalus neo-mobayenii är en ärtväxtart som beskrevs av Maassoumi. Astragalus neo-mobayenii ingår i släktet vedlar, och familjen ärtväxter. Inga underarter finns listade i Catalogue of Life.